# Sonic Attack
| 전문가 평가                       | 전문가 평가 |
| 평가 점수                         | 평가 점수   |
| 출처                              | 점수        |
| --------------------------------- | ----------- |
| Allmusic                          | [ 1 ]       |
| The Encyclopedia of Popular Music | [ 2 ]       |

《Sonic Attack》은 1981년 10월에 발매된 영국의 스페이스 록 밴드 호크윈드의 열한 번째 스튜디오 음반이다. 영국 음반 차트에서 5주 동안 19위를 차지했다.
이전 음반 《Levitation》에 이어 드러머 진저 베이커와 키보디스트 키스 헤일이 탈퇴한 후, 전 호클로즈의 드러머 마틴 그리핀은 그룹에 다시 합류할 기회를 얻었고, 기타리스트 데이브 브록과 베이시스트 하비 베인브리지는 헌신적인 키보디스트를 포기하고 신시사이저와 시퀀서를 직접 처리하기로 결정했다.

## 배경
이 음반은 1981년 6월부터 8월까지 록필드 스튜디오에서 녹음되었지만, 녹음 도중 드러머 마틴 그리핀이 풍진에 걸려 그의 기여를 줄였고, 그의 드럼 부분 중 일부를 오버더빙해야 하는 결과를 초래했다. 브록의 트랙 중 하비 베인브리지는 녹음 과정을 "데이브가 그의 8개 트랙을 들고 나타났고, 그가 가지고 있던 것을 멀티 트랙에 버렸고, 우리 중 나머지는 어떻게든 그가 한 것을 가지고 놀아야 했다"고 설명했다. 이 밴드의 오랜 동료인 SF 작가 마이클 무어콕은 이 음반에 가사와 보컬을 기여했으며, 그의 주제는 언어 사용을 통한 사회적 통제였다.
음악적으로, 그 밴드의 가장 헤비 메탈 영향을 받은 음반들 중 하나이다. 타이틀곡인 〈Sonic Attack〉은 《Space Ritual》을 새로운 전자 배경과 함께 재녹음한 것이다. 〈Virgin of the World〉는 《Church of Hawkwind》의 것으로 인정받고 있으며, 그 음반에 〈Experiment with Destiny〉라는 다른 형태로 등장했다. 〈Angels of Death〉는 비음반 〈Transdimensional Man〉의 지원을 받는 싱글로 발매되었다.

## 곡 목록
| #  | 제목                    | 작사·작곡               | 재생 시간 |
| -- | ----------------------- | ----------------------- | --------- |
| 1. | 〈Sonic Attack〉        | 마이클 무어콕, 호크윈드 | 4:47      |
| 2. | 〈Rocky Paths〉         | 휴 로이드랭턴           | 4:00      |
| 3. | 〈Psychosonia〉         | 무어콕, 호크윈드        | 2:32      |
| 4. | 〈Virgin of the World〉 | 하비 베인브리지         | 4:32      |
| 5. | 〈Angels of Death〉     | 데이브 브록             | 5:42      |

| #   | 제목                       | 작사·작곡          | 재생 시간 |
| --- | -------------------------- | ------------------ | --------- |
| 6.  | 〈Living on a Knife Edge〉 | 브록               | 4:48      |
| 7.  | 〈Coded Languages〉        | 무어콕, 베인브리지 | 4:50      |
| 8.  | 〈Disintegration〉         | 브록               | 1:05      |
| 9.  | 〈Streets of Fear〉        | 브록               | 4:09      |
| 10. | 〈Lost Chances〉           | 무어콕, 브록       | 5:44      |